# Glennville
Glennville (dawniej Glenville i Linn's Valley) – obszar niemunicypalny w Kern County, w Kalifornii (Stany Zjednoczone), na wysokości 968 m.